# Kispróféták
A kispróféták elnevezés azokra az ótestamentumi bibliai írókra vonatkozik, akik általában kisebb terjedelmű írásokat hagytak hátra. Így ide tartozik: Hóseás, Jóel, Ámós, Abdiás, Jónás, Mikeás, Náhum, Habakuk, Sofóniás, Aggeus, Zakariás és Malakiás.

## Időrendi csoportosítás

### Fogság előttiek
- északon: Jónás, Ámosz (Ámós), Ózeás (Hóseás), Mikeás
- délen: Jóel, Mikeás, Náhum, Sofóniás (Szofoniás), Habakuk (Ésaiás és Jeremiás prófétákkal együtt)

### A fogság ideje alatt levők
- Abdiás (Dániel és Ezékiel prófétával együtt)

### Fogság utániak
- Aggeus, Zakariás, Malakiás

## Ószövetségi sorrendben
Hóseás. A kispróféták közül az ő szolgálata a leghosszabb. Az északi királyság prófétája volt, Kr.e. 790-720 között.
Jóel. A déli királyságban született. Egyes vélemények szerint Jóáz uralkodása idején prófétált, Kr.e. 870-865 között, mások szerint jóval később.
Ámós (Ámosz). A déli királyságból származott, de északon működött prófétaként. Kr. e. 8. században dorgálta az uralkodót, a főembereket, a papokat és a népet bűneikért. Hóseás és Jónás kortársa volt.
Abdiás. A próféciáját valószínűleg Jeruzsálem eleste előtt hirdette (Kr.e. 586-581), amikor Nabukodonozor leigázta Edomot.
Jónás. Hóseás és Ámós kortársa. Az északi királyságból való volt. Isten megparancsolta neki, hogy menjen Ninivébe, az asszír birodalom fővárosába, és vigye oda szóbeli üzenetét.
Mikeás. A déli országrészben Jóthám, Akház és Ezékiás uralkodása alatt tevékenykedett, kb. Kr.e. 740-695 között. Ő az egyedüli kispróféta, aki Júdának és Izráelnek is üzenetet hirdetett.
Náhum. Nem tudjuk mikor prófétált, csak következtetni lehet, kb. Kr.e. 650 körül. Talán Ezékiás uralkodása alatt hirdette üzenetét, amikor Jeruzsálemet megostromolta Asszíria.
Habakuk. Valószínűleg Jeremiás kortársa volt, Kr.e. 625-600 között munkálkodott.
Sofóniás (Szofoniás). Jósiás király uralkodása alatt (Kr.e. 641-610), a küszöbön álló fogsággal kapcsolatban prófétált. Ő az utolsó kispróféta, aki a fogság előtt szolgált.
Aggeus. A fogság utáni kispróféták sorában az első, Kr.e. 520 körül.
Zakariás. Aggeus kortársa. Zakariás ott vette fel üzenetének fonalát, ahol Aggeus befejezte.
Malakiás idejében a templom építését befejezték és a régi istentiszteletet helyreállították, de a vallásos buzgóság fokozatosan elhalt. Malakiás után közel 400 évig nem volt hallható Isten hangja próféta szájából.